# Angelico Surchamp
Pour les articles homonymes, voir Surchamp.
Dom Angelico Surchamp, né José Surchamp le 23 juin 1924 à Troyes et mort à Avallon le 1er mars 2018,,, est un moine bénédictin, musicologue et éditeur français.
Médiéviste, spécialisé dans l'art roman, il est le fondateur des Éditions Zodiaque, en 1951, à l'abbaye Sainte-Marie de la Pierre-qui-Vire.

## Biographie
José Surchamp naît place Saint-Pierre, au pied de la cathédrale de Troyes. Il est le sixième enfant d'Henri Surchamp (1876-1959), dit « Jean Nesmy », conservateur des eaux-et-forêts qui a publié plusieurs romans sylvestres. Il a une sœur née en 1917 et un frère Claude Surchamp (dit « Claude Jean-Nesmy », 1920-1994), moine lui-aussi. Après son diaconat en 1947, il est ordonné prêtre le 22 mai 1948 et prend le nom en religion d'Angelico Surchamp.
Sa redécouverte de l'art roman est due en partie, comme il l'explique, à l'étude de la peinture contemporaine, en particulier l'œuvre d'Albert Gleizes.

### Activités éditoriales et artistiques
Bénédictin à l'abbaye Sainte-Marie de la Pierre-qui-Vire depuis septembre 1942, il y crée l'atelier monastique du Cœur-Meurtry dont les recherches esthétiques visent à réconcilier l’Église avec l'art moderne. C'est dans ce contexte qu'il fonde en mars 1951 les Éditions Zodiaque qui publient d'abord une revue dont l'objectif est de redonner à l'art moderne sa sacralité. L'art roman et son riche vocabulaire décoratif lui apparaissent « comme une source à laquelle doivent s’abreuver les recherches artistiques contemporaines ».
Sous sa direction, les Éditions Zodiaque ont publié plus de 200 livres sur l'histoire de l'art. Il est lui-même l'auteur de nombreux ouvrages et articles sur la peinture, l'architecture et la sculpture du Moyen Âge, ainsi que de plusieurs ouvrages de musicologie.
Par ailleurs, il est l'auteur de fresques, depuis une soixantaine d'années, ainsi que de photographies. Sa dernière fresque, Le Songe de Jacob, orne le mur de l'évêché d'Autun, entre le 22 et le 28 octobre 2011, grâce à Mgr Benoît Rivière.

### Distinction
Ce médiéviste, après 63 ans de services, est nommé chevalier de la Légion d'honneur par décret du 31 décembre 2011 sur proposition du ministre de la Culture, Frédéric Mitterrand.

### Citation
Louis Aragon le décrit ainsi :

« Qu’est-ce que c’est que cet oiseau-là ? » Cet oiseau-là avait l’aspect vénérable d’un moine, et je ne m’associai pas à l’irrévérence du critique. Je venais de reconnaître Dom Angelico Surchamp, de l’atelier monastique du Cœur-Meurtry, qui édite, sous le titre Zodiaque, des cahiers rédigés par des peintres et des religieux […]. Dom Angelico Surchamp n’avait qu’un petit mot à dire. Il le dit : « Ne croyez-vous pas, messieurs, que l’art abstrait, en transférant le sens de la réalité, favorise l’accès au sacré ? » Et sans doute que notre réponse lui importait fort peu, car il disparut comme il était venu. »

## Publications

### Ouvrages
- Un art sacré pour notre temps, 1952.
- Albert Roussel : L'homme et son œuvre, Seghers, 1967.
- L'art roman, rencontre entre Dieu et les hommes : Entretiens avec Gwendoline Jarczyk, Paris, Desclée de Brouwer, 1993, 208 p. (ISBN 2-220-03405-4).
- André Jolivet, Portraits, avec Bridget Conrad et Roland de Candé, Actes Sud, 1994.
- L'Architecture, Desclée de Brouwer, 2000.
- Les Suites Saint Martin - Variations sur la feuille d'acanthe, Éditions du Cerf, 2006.

### Cédérom
- Initiation à l'art roman (avec Régine Pernoud), Éd. Intelligere, 1995.